# Martha Castillo
Martha Castillo (Montevideo, 1958) es una arquitecta, docente y artista plástica uruguaya. 

## Biografía
Egresó de la Facultad de Arquitectura de la Universidad de la República en 1984. Visitó las bienales de San Pablo en 1994 y  las de La Habana y Venecia en 1997. Ha participado de muestras individuales y colectivas con instalaciones y videoinstalaciones.
En 2013 ganó un Fondo Concursable del Ministerio de Educación y Cultura de Uruguay por un proyecto impulsado junto a Christian Clavijo y Sofía Casanova llamado Urugua i. Este proyecto buscó trabajar sobre el Río Uruguay y su etimología, teniendo en cuenta su paisaje, su entorno, sus actividades y memorias colaborando con la comunidad. Fue un trabajo interdisciplinario ya que contó con personas provenientes del arte, la ciencia y la historia.